# Alaudala cheleensis kukunoorensis
Alaudala cheleensis kukunoorensis is een ondersoort van de mongoolse kortteenleeuwerik uit de familie van de leeuweriken. 

## Verspreiding en leefgebied
De soort komt voor in het westelijke deel van Centraal-China.